# Грюєр (сир)
Грює́р (фр. Gruyère) — традиційний швейцарський твердий жовтий сир без дірок у вигляді величезних голів з темною скоринкою та приємним квітково-горіховим ароматом з округа Грюєр, кантон Фрібур. 26 липня 2001 року грюєр отримав статус AOC (фр. appellation d'origine contrôlée) в Швейцарії та 27 березня 2007 року у Франції — це означає, що грюєром може називатися тільки сир, що вироблений в кантонах Фрібур, Во, Невшатель та Юра, а також в деяких частинах кантону Берн.
Одна головка сиру важить 35 кг, для її виробництва потрібно 400 літрів молока, тобто 12 літрів на один кілограм сиру. За один день завод виробляє 1680 кг сиру Грюєр. Після того сир розміщується у печері місткістю 7 тон. Сир постійно миють у солоній воді та перевертають.

## Правовий захист

### Швейцарія
У 2001 році Gruyère отримав статус Appellation d'origine contrôlée. Відтоді виробництво та дозрівання суворо визначені, і всі швейцарські виробники Gruyère повинні дотримуватися цих правил.

### Франція
Попри те, що грюєр визнано швейцарським географічним зазначенням в ЄС, грюєр французького походження також захищено як захищене географічне зазначення (PGI) в ЄС. Щоб уникнути плутанини, PGI ЄС грюєр має вказувати, що він походить із Франції, і переконатися, що його не можна сплутати з Gruyère зі Швейцарії. Тому його зазвичай продають як «французький Грюєр».

### Сполучені Штати
У 2021 році окружний суд США постановив, що термін «gruyere» став загальною торговельною маркою і, таким чином, швейцарські та французькі асоціації виробників Gruyere не можуть зареєструвати його як торгову марку в Сполучених Штатах.

## Сорти
- Солодкий (фр. doux) — 5 місяців.
- Напівсолоний (фр. mi-salé) — 7—8 місяців — найпопулярніший термін витримки.
- Солоний (фр. salé) — 9—10 місяців.
- Вищий сорт або резерв (фр. surchoix / réserve) — від 1 року.
- Старий (фр. vieux) — від 15 місяців.

## Цікаві відомості
У французькому парадоксі грюєра (або парадоксі емменталя) говориться: «чим більше сиру, тим більше дірок (в сирі)»; «чим більше дірок, тим менше сиру»; «виходить, чим більше сиру, тим його менше».